# Purpuricenus kabakovi
Purpuricenus kabakovi là một loài bọ cánh cứng trong họ Cerambycidae.